# Памятный знак в честь 300-летия Конституции Филиппа Орлика

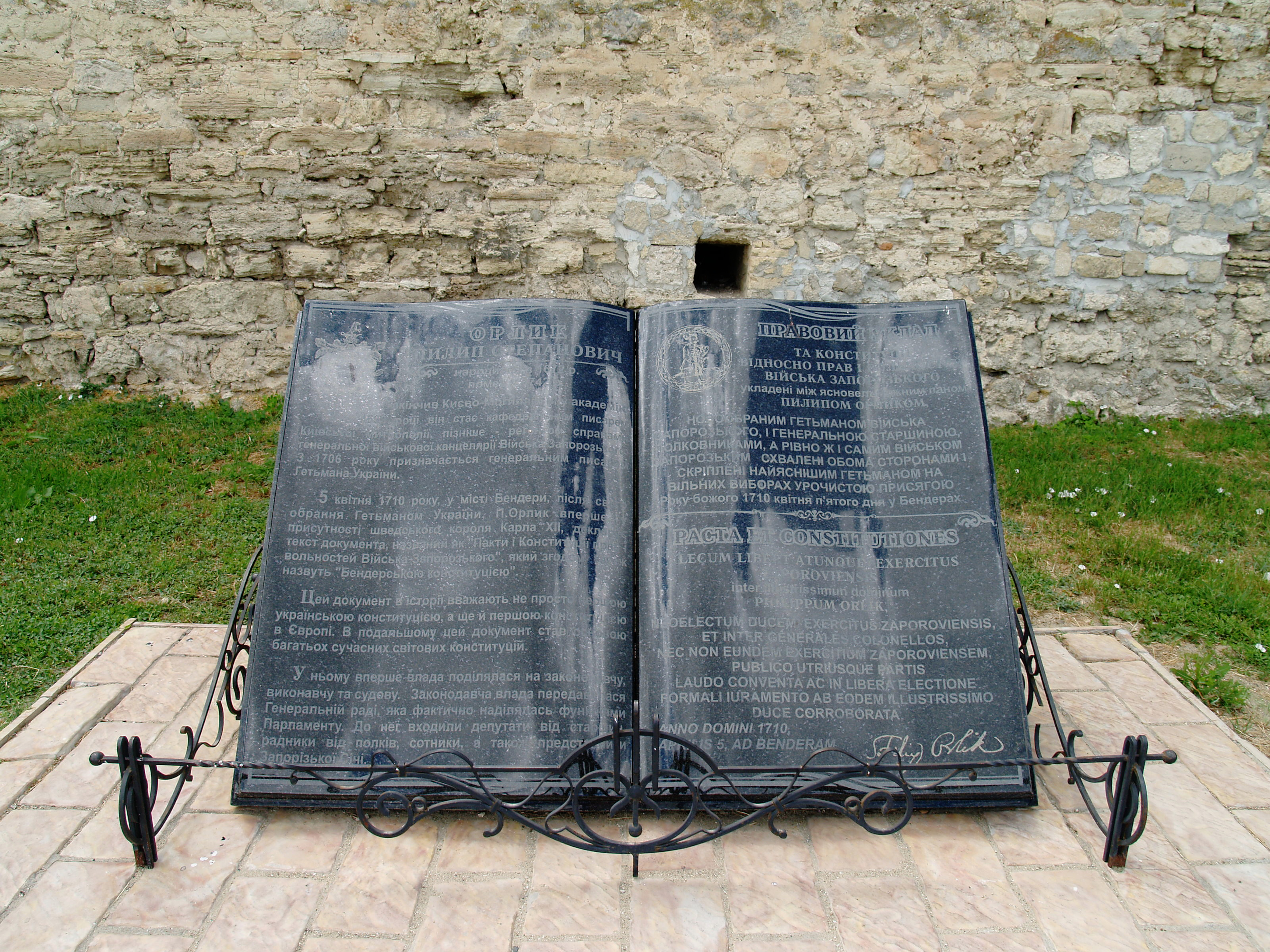
Памятный знак в честь 300-летия Конституции Филиппа Орлика в Бендерах

«Памятный знак в честь 300-летия Конституции Филиппа Орлика» — памятный знак, установленный 9 апреля 2010 года на территории военно-исторического мемориального комплекса «Бендерская крепость» в честь 300-летия заключения «Договоров и постановлений прав и вольностей войсковых» между Филиппом Орликом и казацкой старшиной. Памятный знак в честь документа, который на Украине считают первой украинской Конституцией, выглядит как книга, на которой выгравирована информация об истории его написания и его название на западнорусском и латинском языках.
В открытии приняли участие Президент Приднестровья Игорь Смирнов, Заместитель Председателя Верховной Рады Украины Николай Томенко, Посол Украины в Республике Молдова Сергей Пирожков и другие.
Открытие памятного знака — это восстановление исторической справедливости, так как это место, где украинские гетманы и украинская элита записали свое представление о будущей независимой демократической стране, о которой они мечтали, и которую теперь мы должны строить. Теперь еще больше украинцев будет приезжать в Бендерскую крепость, чтобы почтить такое выдающееся историческое событие и поклониться этому месту. Однако я убежден, что празднование трехсотлетия первой украинской Конституции не завершается датой ее написания, и Украина еще сможет должным образом почтить это выдающееся событие своей истории 
(Николай Томенко, 9 апреля 2010, Бендеры)